# بيانكاستانيايو
بيانكاستانيايو هي كومونا (بلدية) في مقاطعة سيينا في منطقة توسكانا الإيطالية، وتقع على بعد حوالي 110 كيلومتر (68 ميل) جنوب شرق فلورنسا وحوالي 60 كيلومتر (37 ميل) جنوب شرق سيينا.
وهي تقع على منحدرات مونتي امياتا.

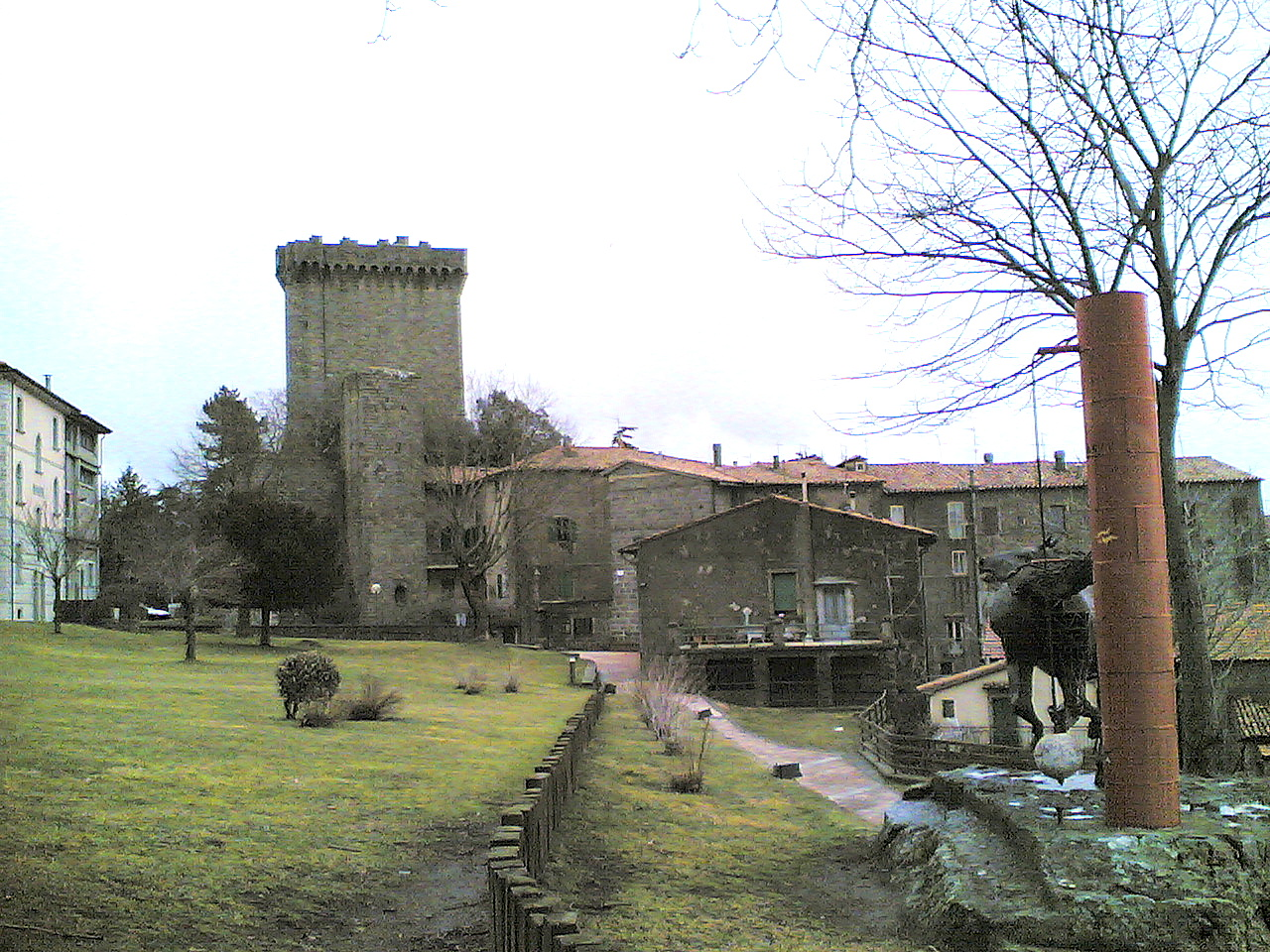
القلعة والحديقة العامة في بيانكاستانيايو.

تشمل مناطق الجذب الرئيسية بيفي سانتا ماريا أسونتا، على الطراز الباروكي وهي موجودة منذ ما قبل 1188، وقصر بوربون ديل مونتي وروكا ألدوبرانديسكا ("قلعة الدوبرانديسكي").

## روابط خارجية
- الموقع الرسمي

بلديات